# Соколівка (Косівський район)
Соколі́вка — село Косівського району Івано-Франківської області. Входить до складу Косівської міської громади.

## Географія
Межує з селами: Город, Бабин, Яворів, Річка. Відстань від Косова — 8 км, від залізничної станції Вижниця — 19 км. Висота над рівнем моря 450 м (центр).
Присілки й кутки: Центр, Зелена вулиця, Берег, Калинки, Леви, Блудівка, Луг, Менники, Нижній Мокрий, Верхній Мокрий, Босня, Берківка, Нижній Погар, Верхній Погар, Нижній Глигул, Верхній Глигул, Площа, Брусний, Річка, Поліна, Горби, Сокільський — всього 22.
Село розташоване біля підніжжя хребтів Брусний (965 м), Сокільський (943 м), Стара (879 м), Семенова (831 м). Річка Рибниця в межах села приймає 2 потоки: Студений та Янів. 
В селі та на його околицях розташовані два водоспади: Соколівський (1.5 м) на Рибниці та Дзеркальний (висота найвищого каскаду — 10 м) на безіменному струмку, ліва притока Рибниці, біля скелі Дзеркало.

## Історія
Перша письмова згадка — 1630 р.
У 1904 р. в селі засновано читальню «Просвіти», яка діяла до 1939 р. Народний дім збудований у 1968 р. 

## Населення

### Мова
Розподіл населення за рідною мовою за даними перепису 2001 року:
| Мова       | Кількість | Відсоток |
| ---------- | --------- | -------- |
| українська | 2188      | 99.77%   |
| російська  | 4         | 0.18%    |
| румунська  | 1         | 0.05%    |
| Усього     | 2193      | 100%     |

## Інфраструктура
Тут розташована бібліотека, кіноустановка, громадський краєзнавчий музей, народний університет образотворчого мистецтва (засновані в 1970 р.). Діють ансамблі «Веселка» та «Маланка».

## Пам'ятки історії та культури
- Свято-духівська церква (1876 р.) — належить до Православної церкви України. Настоятель — ієрей Василь Дійчук. Побудована в гуцульському стилі, п'ятизрубна, хрещата в плані, дерев'яна[4][5];
- Хрест на кутку Блудівка, поставлений 1888 р. подружжям Мельничуків «на офіру Божу»;
- Хрест у центрі села, поставлений в 1945 р. Г. Ключуком «на офіру Божу», щоб син повернувся з війни;
- Пам'ятник полеглим у роки Другої світової війни (1988 р., скульптор В. Одрехівський).

## Соціальна сфера
- Загальноосвітня школа І-ІІ ступенів[6][7];
- Дитсадок[8];
- Лікарська амбулаторія[9].

## Відомі люди

### Народилися
- Ґардецький Олексій — десятник дивізії «Галичина», науковець, професор, ветеранський і громадський діяч у діаспорі.
- Василь Палинюк (1903—1953) — лицар Срібного хреста заслуги УПА та Бронзового хреста заслуги УПА.

### Працювали
- о. Олекса Волянський (1862—1947) — український священник, етнограф, культурно-освітній діяч.

## Фото та відео

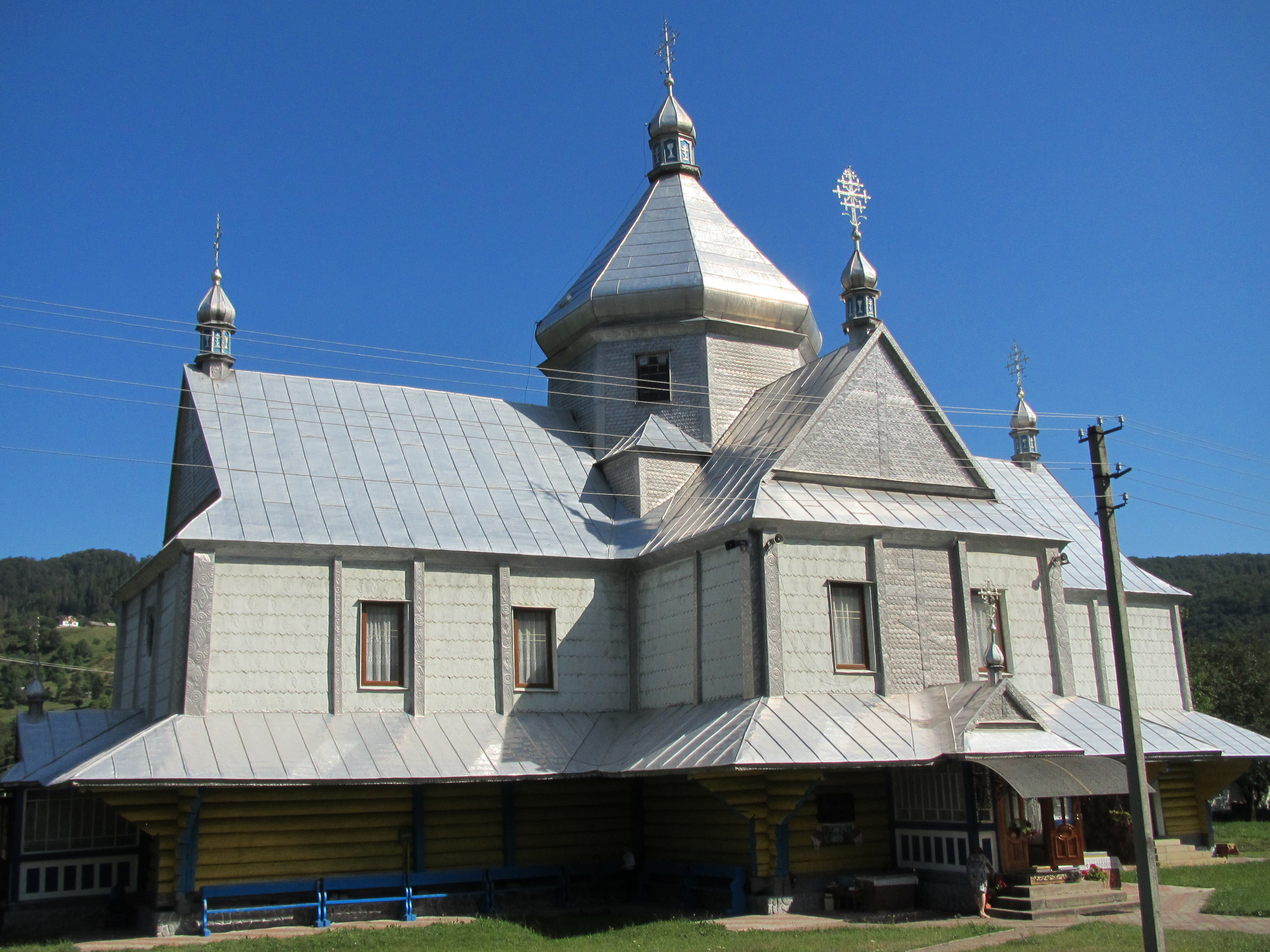
Церква Зішестя святого Духа
Пам’ятник полеглим у роки Другої світової війни
Амбулаторія
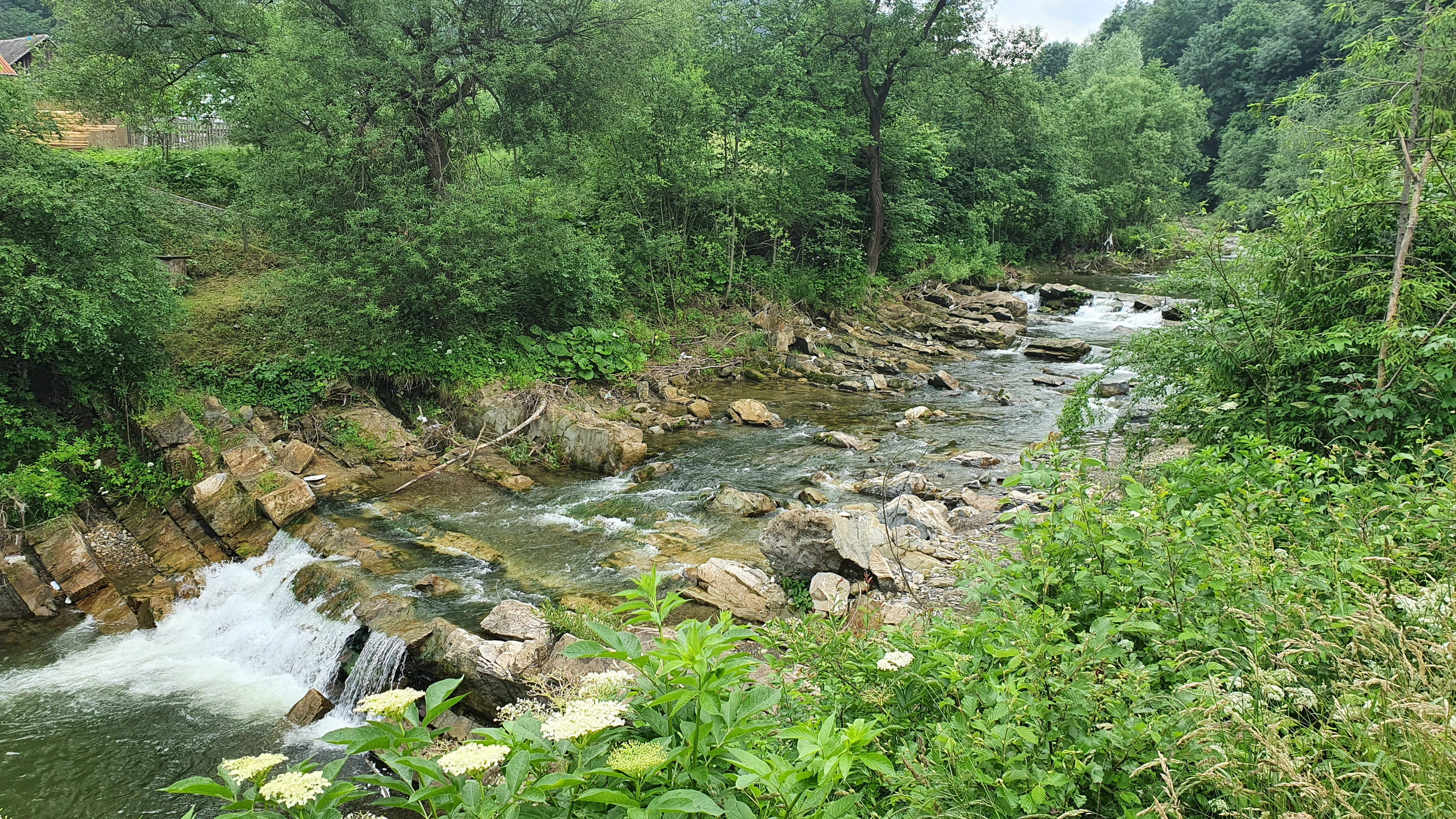
Соколівський водоспад
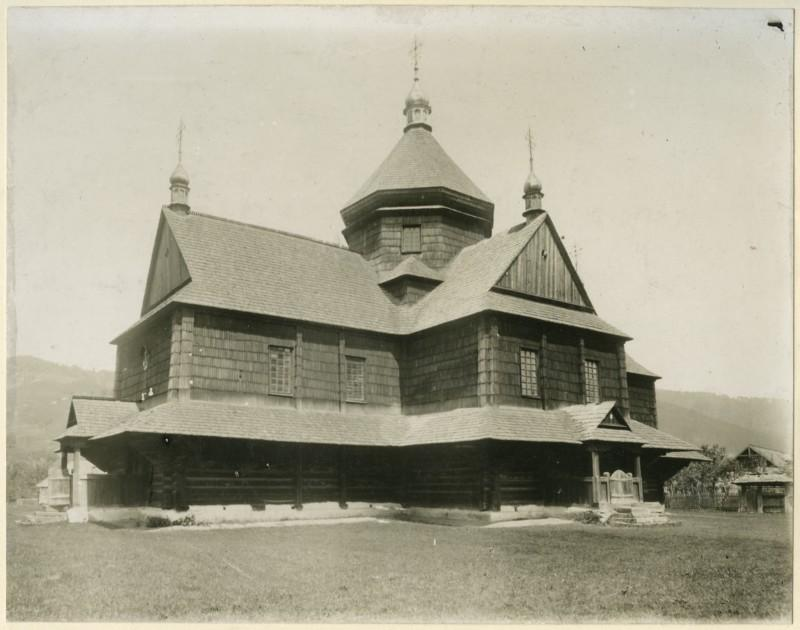
Церква Зішестя святого Духа у 1904 році
- Водоспад Дзеркальний